# Караван-сарай Пои остона
Караван-сарай Пои остона — памятник культурного наследия, расположенный в историческом центре Бухары (Узбекистан). Включен в национальный перечень объектов недвижимого имущества материального и культурного наследия Узбекистана — находится под охраной государства.
В советское время помещения караван-сарая частично использовались для проживания. В настоящее время находится в заброшеном состоянии .